# Euphumosia eristaloides
Euphumosia eristaloides är en tvåvingeart som först beskrevs av Walker 1858.  Euphumosia eristaloides ingår i släktet Euphumosia och familjen spyflugor. Inga underarter finns listade i Catalogue of Life.